# Diplacrum guianense
Diplacrum guianense är en halvgräsart som först beskrevs av Christian Gottfried Daniel Nees von Esenbeck, och fick sitt nu gällande namn av Tetsuo Michael Koyama. Diplacrum guianense ingår i släktet Diplacrum och familjen halvgräs. Inga underarter finns listade i Catalogue of Life.